# Krzeczkowo
Krzeczkowo – wieś w Polsce położona w województwie podlaskim, w powiecie monieckim, w gminie Mońki.
Wieś duchowna, własność probostwa goniądzkiego, położona była w 1575 roku w powiecie tykocińskim w ziemi bielskiej województwa podlaskiego. W latach 1861–1915 siedziba gminy Przytulanka. W latach 1975–1998 miejscowość administracyjnie należała do województwa białostockiego.
Wierni kościoła rzymskokatolickiego należą do parafii św. Brata Alberta Chmielowskiego w Mońkach.